# Kermodebär
Der Kermodebär oder „Geisterbär“ ("Spirit bear", Ursus americanus kermodei) ist eine Unterart des Amerikanischen Schwarzbären (Ursus americanus), die nur in einer kleinen Region der kanadischen Provinz British Columbia vorkommt. Die Bären leben im nördlichen Küstengebiet der Provinz im Herzstück des Great Bear Rainforest. Hauptsächlich kommen die Bären auf Gribbell Island, Princess Royal Island und Roderick Island vor.
Bei dieser Unterart weisen etwa zehn Prozent aller Tiere ein weißes oder cremefarbenes Fell auf. Die restlichen 90 % der Kermodebären haben wie alle Amerikanischen Schwarzbären eine variable dunkle Fellfärbung, die von schwarz bis rotbraun reichen kann. Dabei liegt das Verhältnis dunkel zu hell auf dem Festland bei etwa 40 bis 100 zu eins, auf Princess Royal Island zehn zu eins und auf der benachbarten Gribbell Island fast drei zu eins. Diese Färbung ist auf eine Genmutation, eine rezessive Mutation auf dem Gen MC1R, zurückzuführen, die weißen Tiere sind also keine Albinos.
Der Name geht auf Frank Kermode zurück, einem ehemaligen Direktor des Royal British Columbia Museum, der die Unterart erforschte.
Lebensraum dieser Tiere sind die gemäßigten Regenwälder. In Lebensweise und Verhalten unterscheiden sich Kermodebären nicht von anderen Amerikanischen Schwarzbären.
Kermodebären spielen eine Rolle in der Mythologie der indianischen Ureinwohner. Laut der Mythologie der Tsimshian hat der Schöpfer einen von zehn Schwarzbären weiß gemacht, um an die Zeit zu erinnern, als Gletscher das Land bedeckten. In ihrer Sprache werden die Tiere Mooksgm’ol (Spirit Bear) genannt.
Teile ihres Verbreitungsgebietes sind von Abholzung und einer Ölpipeline bedroht. Als Schutzgebiet wurde unter anderem der Great Bear Rainforest eingerichtet, wo sich auch Ökotourismus entwickelt hat.

## Verweise
- Kermodebär. In: The Canadian Encyclopedia. (englisch, französisch).
- Bericht über Kermodebären im National Geographic Deutschland